# Diocesi di Mogadiscio
La diocesi di Mogadiscio (in latino Dioecesis Mogadiscensis) è una sede della Chiesa cattolica in Somalia immediatamente soggetta alla Santa Sede. Nel 2021 contava 100 battezzati su 12.000.000 di abitanti. La sede è vacante.

## Territorio
La diocesi comprende tutta la Somalia.
Sede vescovile è la città di Mogadiscio.

## Storia

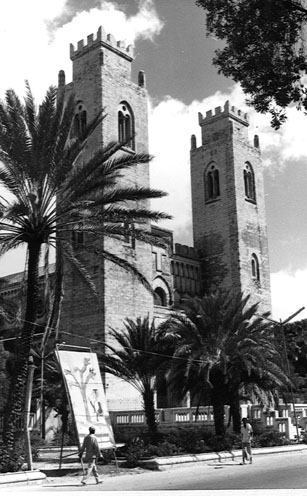
La cattedrale di Mogadiscio prima della distruzione.

La prefettura apostolica di Benadir fu eretta il 21 gennaio 1904 con il decreto Cum exposuisset di Propaganda Fide, ricavandone il territorio dal vicariato apostolico di Zanguebar settentrionale (oggi arcidiocesi di Nairobi).
Il 15 dicembre 1927 la prefettura apostolica fu elevata al rango di vicariato apostolico con il breve Rei christianae di papa Pio XI e contestualmente assunse il nome di vicariato apostolico di Mogadiscio.
Il 24 maggio 1929 in forza del breve Quae catholicae di papa Pio XI, incorporò l'Oltregiuba dal vicariato apostolico di Zanzibar.
Il 25 marzo 1937 i confini del vicariato apostolico furono estesi a tutta la Somalia italiana in forza della bolla Quo in Vicariatu di papa Pio XI.
Il 20 novembre 1975 il vicariato apostolico è stato elevato a diocesi con la bolla Ex quo Dei di papa Paolo VI.
Il 9 luglio 1989 fu ucciso il vescovo Pietro Salvatore Colombo, in circostanze ancora da chiarire. Da allora la diocesi, che conta pochissimi cattolici e nessun sacerdote, è vacante, e dal 2001 è in amministrazione apostolica al vescovo di Gibuti.
La cattedrale di Mogadiscio, costruita nel periodo coloniale italiano e famosa per le sue grandi dimensioni e per l'aspetto simile alla cattedrale di Cefalù, già danneggiata durante la guerra civile, è stata rasa al suolo alla fine del Ramadan 2008 da gruppi di integralisti islamici vicini ad al-Qāʿida.

## Cronotassi dei vescovi
Si omettono i periodi di sede vacante non superiori ai 2 anni o non storicamente accertati.
- Alessandro dei Santi, O.SS.T. † (1905 - 1924 deceduto)
  - Sede vacante (1924-1927)
- Gabriele Perlo, I.M.C. † (22 dicembre 1927 - agosto 1930 dimesso)
- Francesco Fulgenzio Lazzati, O.F.M. † (14 luglio 1931 - 24 maggio 1932 deceduto)
- Francesco Venanzio Filippini, O.F.M. † (30 maggio 1933 - 19 ottobre 1970 ritirato)
- Antonio Silvio Zocchetta, O.F.M. † (19 ottobre 1970 - 22 gennaio 1973 deceduto)
  - Sede vacante (1973-1975)
- Pietro Salvatore Colombo, O.F.M. † (20 novembre 1975 - 9 luglio 1989 deceduto)
  - Sede vacante (dal 1989)
  - Giorgio Bertin, O.F.M. (29 aprile 1990 - 13 gennaio 2024 ritirato) (amministratore apostolico)
  - Jamal Boulos Sleiman Daibes, dal 13 gennaio 2024 (amministratore apostolico)

## Statistiche
La diocesi nel 2021 su una popolazione di 12.000.000 di persone contava 100 battezzati, corrispondenti a meno dello 0,0001% del totale.
| anno | popolazione | popolazione | popolazione | presbiteri | presbiteri | presbiteri | presbiteri                | diaconi | religiosi | religiosi | parrocchie |
| anno | battezzati  | totale      | %           | numero     | secolari   | regolari   | battezzati per presbitero | diaconi | uomini    | donne     | parrocchie |
| ---- | ----------- | ----------- | ----------- | ---------- | ---------- | ---------- | ------------------------- | ------- | --------- | --------- | ---------- |
| 1950 | 8.500       | 1.200.000   | 0,7         | 16         |            | 16         | 531                       |         | 20        | 140       | 11         |
| 1970 | 2.623       | 3.000.000   | 0,1         | 18         |            | 18         | 145                       |         | 25        | 94        |            |
| 1980 | 2.100       | 3.540.000   | 0,1         | 6          |            | 6          | 350                       |         | 8         | 68        | 2          |
| 1990 | 2.000       | 4.810.000   | 0,0         | 5          | 1          | 4          | 400                       |         | 5         | 48        | 4          |
| 1999 | 100         | 6.500.000   | 0,0         | 1          |            | 1          | 100                       |         | 2         | 3         | 1          |
| 2000 | 100         | 6.500.000   | 0,0         | 2          | 1          | 1          | 50                        |         | 2         | 3         | 1          |
| 2003 | 100         | 6.500.000   | 0,0         | 1          | 1          |            | 100                       |         | 1         | 3         |            |
| 2004 | 100         | 6.500.000   | 0,0         | 1          | 1          |            | 100                       |         |           | 4         | 1          |
| 2007 | 100         | 7.815.000   | 0,0         | 1          | 1          |            | 100                       |         |           | 4         | 1          |
| 2013 | 100         | 8.894.000   | 0,0         | -          | -          |            | -                         |         |           | -         | -          |
| 2016 | 100         | 9.500.000   | 0,0         | -          | -          |            | -                         |         |           | -         | -          |
| 2019 | 100         | 11.000.000  | 0,0         | 1          | 1          |            | 100                       |         |           | -         | 1          |
| 2021 | 100         | 12.000.000  | 0,0         | 1          | 1          |            | 100                       |         |           | -         | 1          |